# Challenger de Split 2023
El Split Open 2023 fue un torneo de tenis perteneciente al ATP Challenger Tour 2023 en la categoría Challenger 75. Se trató de la 5ª edición del torneo que tuvo lugar entre los días 10 y 16 de abril en la ciudad croata de Split sobre pistas de tierra batida.

## Jugadores participantes del cuadro de individuales
| Favorito | País                  | Jugador               | Rank1 | Posición en el torneo |
| -------- | --------------------- | --------------------- | ----- | --------------------- |
| 1        | Bandera de Australia  | Christopher O'Connell | 87    | Semifinales           |
| 2        | Bandera de Austria    | Jurij Rodionov        | 120   | Primera ronda         |
| 3        | Bandera de Eslovaquia | Norbert Gomboš        | 130   | FINAL                 |
| 4        | Bandera de Hungría    | Fábián Marozsán       | 133   | Primera ronda         |
| 5        | Bandera de Eslovaquia | Lukáš Klein           | 139   | Primera ronda         |
| 6        | Bandera de Austria    | Filip Misolic         | 146   | Cuartos de final      |
| 7        | Bandera de Italia     | Mattia Bellucci       | 154   | Primera ronda         |
| 8        | Bandera de Japón      | Kaichi Uchida         | 162   | Primera ronda         |

- Se ha utilizado el ranking del día 3 de abril de 2023.[2]

### Otros participantes
Los siguientes jugadores recibieron una invitación (wild card), por lo tanto ingresan directamente al cuadro principal (WC):
- Duje Adjuković
- Kalin Ivanovski
- Dino Prižmić

Los siguientes jugadores ingresan al cuadro principal tras disputar el cuadro clasificatorio (Q):
- Radu Albot
- Arthur Cazaux
- Nerman Fatić
- Dane Sweeny
- Elias Ymer
- Kacper Żuk

## Campeones

### Individual Masculino
- Zsombor Piros derrotó en la final a  Norbert Gombos, 7–6(2), 7–6(9)

### Dobles Masculino
- Sadio Doumbia /  Fabien Reboul derrotaron en la final a  Anirudh Chandrasekar /  Vijay Sundar Prashanth, 6–4, 6–4